# Премія НАН України імені В. Ю. Чаговця
Премія імені Чаговця Василя Юрійовича — премія, встановлена НАН України за видатні наукові роботи в галузі фундаментальної і прикладної фізіології.
Премію засновано постановою Президії НАН України № 31 від 27.03.2013 та названо на честь видатного українського фізіолога, основоположника електрофізіології Василя Юрійовича Чаговця.
Починаючи з 2013 року Премію імені В. Ю. Чаговця присуджує Відділення біохімії, фізіології і молекулярної біології НАН України щотри роки.

## Лауреати премії
| Рік  | Тема | Лауреати                       | Коротко про лауреата                                                                                            |
| ---- | --- | ------------------------------ | --- |
| 2014 | Цикл праць «Фізіологія операторської праці»                                                             | Кундієв Юрій Ілліч             | академік НАН України, у 2015 році директор Інституту медицини праці НАМН України                                |
| 2014 | Цикл праць «Фізіологія операторської праці»                                                             | Кальниш Валентин Володимирович | доктор біологічних наук, керівник лабораторії Інституту медицини праці НАМН України                             |
| 2014 | Цикл праць «Фізіологія операторської праці»                                                             | Чернюк Володимир Іванович      | член-кореспондент НАМН України, у 2015 році заступник директора Інституту медицини праці НАМН України           |
| 2017 | Цикл праць «Вивчення динаміки фізіологічних і патофізіологічних процесів у збудливих клітинах»          | Лук'янець Олена Олександрівна  | доктор біологічних наук, завідувач відділу Інституту фізіології ім. О. О. Богомольця НАН України                |
| 2017 | Цикл праць «Вивчення динаміки фізіологічних і патофізіологічних процесів у збудливих клітинах»          | Мельник Ігор Васильович        | доктор біологічних наук, провідний науковий співробітник Інституту фізіології ім. О. О. Богомольця НАН України  |
| 2017 | Цикл праць «Вивчення динаміки фізіологічних і патофізіологічних процесів у збудливих клітинах»          | Шкриль В'ячеслав Михайлович    | кандидат біологічних наук, старший науковий співробітник Інституту фізіології ім. О. О. Богомольця НАН України  |
| 2020 | Цикл праць «Механізми впливу норадреналіну на електричну активність нейронів ганглія трійчастого нерва» | Веселовський Микола Сергійович | доктор біологічних наук, завідувач відділу Інституту фізіології ім. О. О. Богомольця НАН України                |
| 2020 | Цикл праць «Механізми впливу норадреналіну на електричну активність нейронів ганглія трійчастого нерва» | Федулова Світлана Анатоліївна  | доктор біологічних наук, завідувач лабораторії Інституту фізіології ім. О. О. Богомольця НАН України            |
| 2020 | Цикл праць «Механізми впливу норадреналіну на електричну активність нейронів ганглія трійчастого нерва» | Телька Марія Василівна         | кандидат біологічних наук, молодший науковий співробітник Інституту фізіології ім. О. О. Богомольця НАН України |